# Гастрономия
Гастроно́мия (фр. gastronomie, от др.-греч. γαστήρ — «желудок» и νομός — «закон, обычай») — наука, изучающая связь между культурой и пищей. Часто ошибочно относится к кулинарии, однако последняя — только небольшая часть дисциплины.
Слово «гастрономия» появилось в художественной литературе в первой трети XIX века, образовано двумя греческими корнями и дословно переводится как «закон желудка». В понимании классика гастрономии А. Брийя-Саварена, изложенном в его труде «Физиология вкуса», в гастрономии находит своё отражение способность человека судить о вкусовых предпочтениях, но гастрономия также — научное знание о всём том, что относится к питанию человека, а её цель — забота о поддержании человека через наилучшее питание. В силу своей амбивалентности гастрономия занимает пограничное положение между «чистой» теорией и общедоступной практикой, представляя собой (согласно выражению М. де Серто) «теоретический код кулинарной практики».
Гастрономия относится к искусству (изощрённый вкус в еде, понимание тонкостей кулинарного искусства, также искусство готовить вкусные и утончённые блюда) и социальным наукам.
Употребляется почти исключительно в смысле свода всех знаний, касающихся поваренного искусства и умения пользоваться его произведениями. Гастрономия часто смешивается с гурманством.
Также — общее название пищевых продуктов высококачественного приготовления, первоначально закусочных.
Некоторые страны считаются странами высокой гастрономии (см. французская кухня).